# لاند روفر ديفندر
ستارتيك لاند روفر ديفندر (بالإنجليزية: land rover defender) هي سيارة دفع رباعي بريطانية مخصصة لسير على الطرق الوعرة طورت في العام 1948. تشتهر شركة ستارتيك بأنها شركة التعديل المشهورة بتطوير وتعديل النسخ الغريبة والأكثر تطرفا من طرازات ونماذج لاند روفر.
تم تصميم السيارة ديفندر لجميع التضاريس والمناطق الوعرة وغير الوعرة، أنتجتها شركة لاند روفر البريطانية المصنعة للسيارات من 1990 إلى 2016 . تم بناء أول نموذج أولي من لاند روفر في عام 1947، تم تجميعه على أساس إطار جيب ويليز، من الفائض العسكري ومدعوم بمحرك رباعي الأسطوانات 1389  سم 3. تم تزويدها بوضعية قيادة مركزية، وتحتوي على مقعد واحد فقط. كان الهدف من ذلك، هو تقليل تكاليف التصنيع، وبالتالي السماح للبلدان التي تكون فيها عجلة القيادة على اليمين كما على اليسار، لتكون قادرة على استخدامها. ومع ذلك، تمت مراجعة النسخة في وقت مبكر من عام 1948، حيث أدرك الشركة أنها غير عملية حقًا.
تم تغيير اسم لاند روفر 90 و 110، اللذان تم إصدارهما في عام 1983 وما تلاهم من إصدارات "Series I" و "Series II" و "Series III"، إلى Defender في عام 1990 .
توقف إنتاج هذه السيارة في عام 2016 . في عام 2018، أصدرت لاند روفر ديفندر كسلسلة خاصة تسمى Works V8 للاحتفال بمرور 70 عامًا على العلامة التجارية وطرازها الأول.

## التصميم الداخلي للسيارة ديفندر[2]

### المقاعد
تتسع لاند روفر ديفندر لخمسة أشخاص في تكوينها القياسي. تظل المقاعد الأمامية مريحة سواء في الرحلات الطويلة أو أثناء المغامرات الشاقة على الطرق الوعرة، كما أنها توفر رؤية خارجية جيدة في جميع الاتجاهات. يجب أن يكون للركاب الأطول طولاً مساحة كافية للرأس والأرجل في الصف الثاني.
يمكنك إضافة صف ثالث في طرازات ديفندر 110. هذا يزيد من سعة المقاعد إلى سبعة، لكن المقاعد ضيقة ومن الأفضل تركها للأشخاص الأقصر. اختياري أيضًا هو مقعد القفز الأوسط في الصف الأمامي الذي يعزز السعة إلى ستة. مقعد القفز أعلى قليلاً وأضيق من المقاعد المحيطة به لأنه يقع فوق نفق ناقل الحركة.
تقدم لاند روفر أيضًا ديفندر الجديدة في نموذج ذي قاعدة عجلات قصيرة ببابين فقط. يطلق عليها اسم ديفندر 90، وهي تأتي بشكل قياسي مع مقعد القفز الأمامي ولديها حوالي 2.5 بوصة من مساحة الأرجل الخلفية.

### مقاعد الأطفال
هناك مجموعتان كاملتان من موصلات LATCH للمقاعد الخلفية الخارجية.

### جودة المقصورة الداخلية
تحتوي مقصورة ديفندر على مواد عالية الجودة، لكنها ليست فاخرة مثل طرازات لاند روفر الأخرى. تضفي عناصر التصميم مثل البراغي والمسامير المكشوفة إحساسًا بالصلابة والمتانة في التصميم.

### مساحة الشحن
مساحة الشحن في لاند روفر ديفندر 110 هي في الغالب مقاربة لسيارة SUV فاخرة متوسطة الحجم. تحصل على 34 قدمًا مكعبة من المساحة خلف المقاعد الخلفية و 78.8 قدمًا مكعبة عند طي المقاعد الخلفية. في طرازات ديفندر 110 المكونة من ثلاثة صفوف، هناك 10.7 قدمًا مكعبة من مساحة البضائع مع رفع جميع المقاعد، و 34.6 قدمًا مكعبًا مع طي الصف الثالث، و 69 قدمًا مكعبة مع طي جميع المقاعد الخلفية. تتميز ديفندر بحمل سقف ديناميكي يبلغ 370 رطلاً، مما يسمح لك بنقل حمولة إضافية.
تبلغ مساحة ديفندر 90 ذات قاعدة العجلات القصيرة 15.6 قدمًا مكعبًا من المساحة خلف المقاعد الخلفية وسعة قصوى تبلغ 58.3 قدمًا مكعبًا. هذه القيم تعتبر قيم دنيا بالنسبة للأنواع الأخرى.

### نظام المعلوماتالترفيهيوالبلوتوثوالملاحة
تأتي سيارة ديفندر بشكل قياسي مع نظام معلومات ترفيهي بشاشة تعمل باللمس مقاس 10 بوصات يدير أحدث برامج لاند روفر. يستجيب النظام بسرعة لمساتك، ويمكنه إجراء تحديثات عبر الهواء لتحسين الوظائف باستمرار. من السهل الوصول إلى شاشة اللمس من مقعد السائق، كما تتميز الكونسول الأوسط بمقابض مناخية كبيرة. يأتي كل من Android Auto و Apple CarPlay والملاحة وشحن الجهاز اللاسلكي بشكل قياسي.
تشمل الميزات الاختيارية نقطة اتصال Wi-Fi ، والتحكم التلقائي في المناخ ثلاثي المناطق، ومستشعر جودة الهواء وتنقية هواء المقصورة، ومجموعة أدوات رقمية بحجم 12.3 بوصة، واستريو ميريديان 10 أو 14 مكبر صوت، وسقف بانورامي، وجبهة ثلاجة وحدة التحكم المركزية وراديو القمر الصناعي ومنفذ طاقة على الطراز المنزلي.

## الأداء للسيارة ديفندر

### المحرك
تأتي لاند روفر ديفندر الجديدة بشكل قياسي مع محرك رباعي الأسطوانات بشاحن توربيني ينتج 296 حصانًا. الخيار الاختياري هو محرك من ست أسطوانات مزود بشاحن توربيني يصل إلى 395 حصانًا. يتضمن الأخير أيضًا نظام مساعدة هجين خفيف.

### القيادة
تتميز سيارة لاند رور هذه بالتعامل الدقيق والوزن الجيد. تعد جودة القيادة ممتازة بفضل الهيكل أحادي الهيكل الذي يساعد ديفندر على الركوب بسلاسة فوق المطبات على الطريق. يلاحظ بعض النقاد أن الشعور بالفرملة غير متسق، وقد يكون من الصعب تعديل مقدار الجهد المطلوب للتوقف.

### ديفندر على الطرق الوعرة
تعتبر Defender واحدة من أكثر سيارات الطرق الوعرة قدرة على الإطلاق. يأتي كل طراز مع علبة نقل ذات سرعتين، وتعليق هوائي متكيف، ونظام استجابة للتضاريس، ونظام تحكم في نزول التل. يمكنك أيضًا الحصول على كاميرا للرؤية الأمامية للطرق الوعرة تساعدك على رؤية العوائق أسفل المصد الأمامي مباشرةً والتي قد يحجبها غطاء المحرك.
تشمل الخيارات نظام استجابة للتضاريس تمت ترقيته وقابل للتكوين، وترس تفاضليًا إلكترونيًا نشطًا، والتحكم في التقدم على جميع التضاريس، والتي تعمل مثل نظام تثبيت السرعة القياسي حتى 18 ميلًا في الساعة على التضاريس الصعبة.
يمكن لـ Defender أن يخوض ما يصل إلى 35.4 بوصة من الماء ويكتشف تلقائيًا عمق المياه. يبلغ الخلوص الأرضي القياسي 8.6 بوصة، ولكن يمكن رفعه إلى 11.5 بوصة كحد أقصى.
تقدم لاند روفر ديفندر مع مجموعة متنوعة من حزم الملحقات التي تضيف ميزات مثل مدخل الهواء المرتفع، وحزمة البضائع الخارجية المثبتة على الجانب، ونظام الشطف المحمول، وقضيب حماية الجسم الأمامي، ولوحة الانزلاق الأمامية، والجانب القابل للطي- سلم مُثبت للوصول إلى السقف.

## الميزات الداخلية
تشمل الميزات القياسية في Defender التحكم التلقائي في المناخ ثنائي المنطقة، ومرآة الرؤية الخلفية ذات التعتيم التلقائي، وفتاحة باب المرآب العالمي، ودخول القرب بدون مفتاح، وشاشة معلومات السائق مقاس 7 بوصات. يشتمل نظام المعلومات والترفيه القياسي بشاشة تعمل باللمس مقاس 10 بوصات على Android Auto و Apple CarPlay وراديو عالي الدقة وخدمات InControl Remote والملاحة وشحن الجهاز اللاسلكي وستيريو مكبرات صوت.
يمكن للسائق رؤية شاشة المعلومات والترفيه بسهولة، كما تم وضع عناصر تحكم أخرى في لوحة القيادة بشكل حدسي. يستجيب النظام بسرعة للمدخلات وهو سهل التشغيل.
تشمل الميزات الاختيارية نقطة اتصال Wi-Fi ، والتحكم التلقائي في المناخ ثلاثي المناطق، ومستشعر جودة الهواء ونظام تنقية هواء المقصورة، ومجموعة أدوات رقمية مقاس 12.3 بوصة، و 10 أو 14 مكبر صوت، Meridian ستيريو، وكاميرا مرآة الرؤية الخلفية، سقف بانورامي وثلاجة بكونسول وسطي أمامي وراديو متصل بالأقمار الصناعية ومنفذ طاقة منزلي.
تشمل ميزات مساعدة السائق القياسية تحذير الاصطدام الأمامي، والفرملة التلقائية للطوارئ، واكتشاف المشاة، ومراقبة النقطة العمياء، ونظام كاميرا الرؤية المحيطية، وكاميرا الرؤية الأمامية للطرق الوعرة، ومراقبة انتباه السائق، والتحذير من مغادرة المسار، ومساعدة المسار، وحركة المرور التعرف على العلامات، والتعرف التلقائي على حدود السرعة، ومساحات الزجاج الأمامي التي تستشعر المطر. المصابيح الأمامية الأوتوماتيكية عالية الشعاع، والتنبيه الخلفي لحركة المرور، والتحكم التكيفي في التطواف، وشاشة العرض الأمامية اختيارية.

## إصدارات وطرز لاند روفر ديفندر
تتوفر لاند روفر ديفندر الجديدة في العديد من التكوينات. تحمل معظم التشكيلة تسمية 110، مما يعني قاعدة عجلات قياسية وأربعة أبواب. يركب Defender 90 على قاعدة عجلات أقصر وله بابان فقط. يتوفر محرك رباعي الأسطوانات بشاحن توربيني بشكل قياسي، في حين أن المحرك التوربيني سداسي الأسطوانات اختياري. تأتي جميع الطرز بدفع رباعي، وناقل حركة أوتوماتيكي من ثماني سرعات، وخمسة مقاعد. في معظم الموديلات، يمكنك إضافة مقعد القفز الأوسط في الصف الأمامي أو زوج من مقاعد الصف الثالث.
لاستخدامها كمركبة يومية، يجب أن تناسبك قاعدة Defender 110 بشكل جيد. إنه يقدم قائمة طويلة من الميزات القياسية وقدرات رائعة على الطرق الوعرة. يضيف تحريك سلم القطع أشياء مثل التنجيد الجلدي، أو المزيد من وسائل الراحة التقنية، أو ميزات الطرق الوعرة والميكانيكية المحدثة.

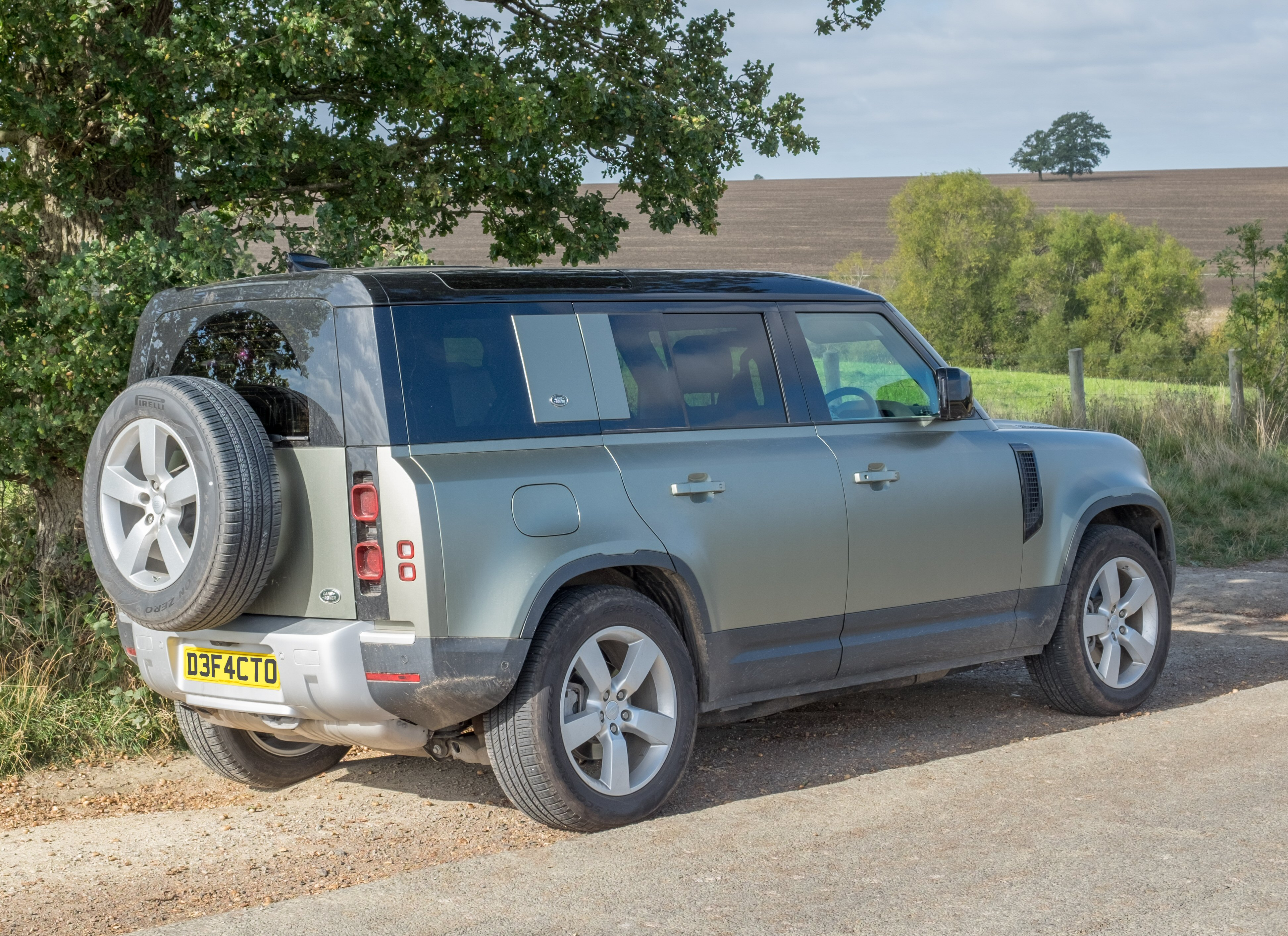
لاند روفر ديفندر 110

### لاند روفر ديفندر 110
تشمل الميزات القياسية تنجيد من القماش، ومقاعد أمامية قابلة للتعديل بثماني اتجاهات، وعجلة قيادة مغلفة بالجلد ومقبض ناقل الحركة، وتحكم أوتوماتيكي في المناخ ثنائي المنطقة، ومرآة للرؤية الخلفية ذات تعتيم تلقائي، وفتحة باب مرآب عالمية، ودخول قريب بدون مفتاح، و 7 -شاشة عرض معلومات السائق. يمكنك أيضًا الحصول على نظام معلومات ترفيهي قياسي بشاشة تعمل باللمس مقاس 10 بوصات مع Android Auto و Apple CarPlay وراديو HD وخدمات InControl Remote والملاحة وشحن الجهاز اللاسلكي وستيريو مكبرات صوت.
تتكون قائمة الميزات القياسية للطرق الوعرة من علبة نقل ذات سرعتين وتعليق هوائي متكيف ونظام استجابة للتضاريس والتحكم في نزول التل. يأتي كل ديفندر مع ميزات أمان نشطة بما في ذلك التحذير من الاصطدام الأمامي، والفرملة التلقائية في حالات الطوارئ، واكتشاف المشاة، ونظام كاميرا الرؤية المحيطية لركن السيارة، وكاميرا الرؤية الأمامية للطرق الوعرة، ومراقبة انتباه السائق، ومراقبة النقطة العمياء، والتحذير من مغادرة المسار، والحفاظ على المسار المساعدة، والتعرف على إشارات المرور، والتعرف التلقائي على حدود السرعة، ومساحات الزجاج الأمامي التي تستشعر المطر.

### لاند روفر ديفندر 110S
ويأتي مع تنجيد جلدي، ومقاعد أمامية قابلة للتعديل بـ 12 وضعًا، ومجموعة أدوات رقمية مقاس 12.3 بوصة، ومصابيح أمامية أوتوماتيكية عالية الشعاع، وعجلات من السبائك.

### لاند روفر ديفندر 110SE
يأتي Defender 110 SE مع محرك بست أسطوانات ويضيف تنبيهًا خلفيًا لحركة المرور، ومقاعد أمامية قابلة للتعديل كهربائياً بـ 12 اتجاهًا، وستيريو Meridian من 10 مكبرات صوت، ومصابيح أمامية LED مطورة، ومصابيح ضباب، وكاميرا مرآة الرؤية الخلفية.

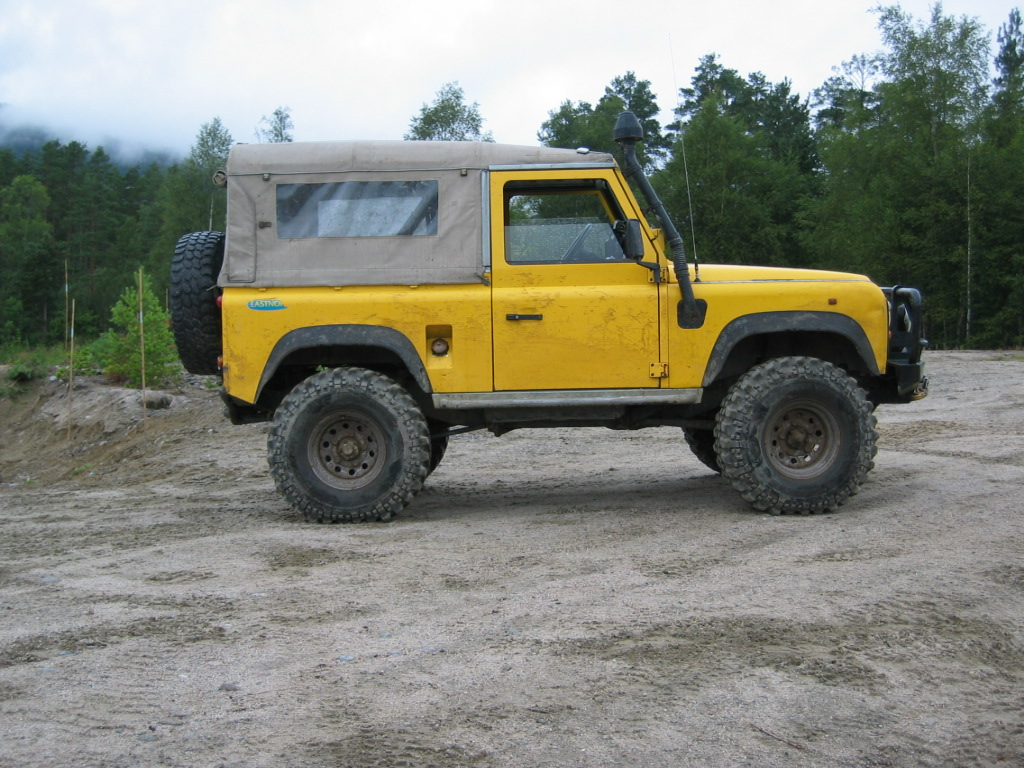
لاند روفر ديفندر 90

### لاند روفر ديفندر 90 الإصدار الأول
لاند روفر ديفندر 90 الإصدار الأول هو الطراز الوحيد ذو قاعدة العجلات القصيرة. يأتي بمقعد أمامي متوسط ومقاعد أمامية خارجية مدفأة.

### لاند روفر ديفندر 110HSE
تتضمن تنجيد جلد وندسور وسقف بانورامي ومقاعد أمامية قابلة للتعديل كهربائياً ومدفأة ومهواة في 14 اتجاهًا.

### لاند روفر ديفندر 110 الإصدار الأول
تشمل الميزات الإضافية نظام استجابة للتضاريس محسّنًا وقابلًا للتهيئة، وعجلة قيادة مُدفأة، ومقاعد أمامية مُدفأة، وثلاجة مركزية أمامية، وراديو القمر الصناعي.

### لاند روفر ديفندر 110X
يأتي Defender 110 X مزودًا بترس تفاضلي إلكتروني نشط، ونظام تثبيت السرعة لجميع التضاريس، ومقاعد خلفية مُدفأة، ونظام تثبيت السرعة التكيفي، ومأخذ طاقة على الطراز المنزلي ، وشاشة عرض علوية ، وخطافات سحب خلفية ، و 14 مكبر صوت ستيريو Meridian .

## معرض صور

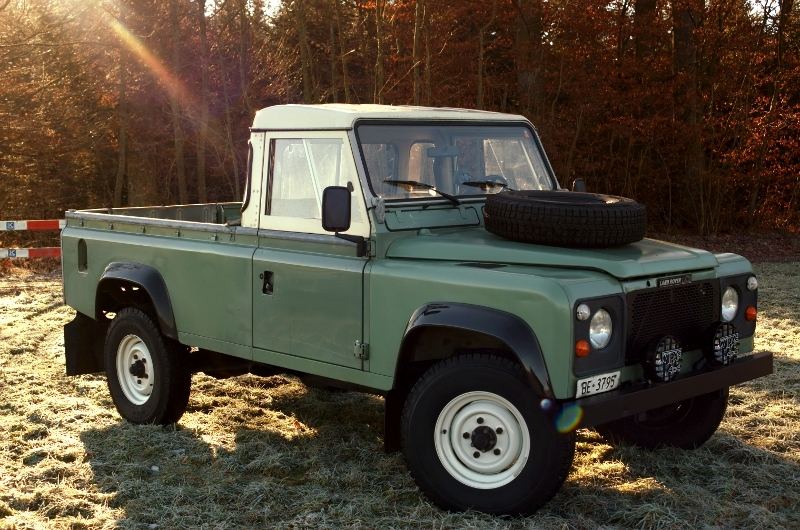